# Iulia Caesaris (i. e. 101)
Az i. e. 101-ben született Iulia Caesaris (meghalt i. e. 51.) egyike a Iulius–Claudius-dinasztia hat azonos nevű személyének. III. Caius Iulius Caesar praetor és Aurelia Cotta leánya, a diktátor Caesar testvére. A családban előforduló névazonosságok miatt sokszor ellentmondó módon nevezik, hol Iulia Maior, hol Iulia Minor néven is. Idősebb ugyanis három másik Iulia Caesaris nevű személynél, de fiatalabb nagynénjénél és nővérénél. A Iulia Minor nevet akkor is alkalmazzák, ha csak a diktátor Caesar felmenőiről beszélnek, mivel III. Caius Iulius Caesarnak volt egy idősebb, közelebbről ismeretlen leánya is, aki szintén a Iulia nevet viselte, ez esetben ő Iulia Maior.
A Iulia Maior nevet Augustus leányára is alkalmazzák, mivel az ő leányát (Augustus első unokáját) is ugyanígy nevezték. A nevek körüli zavart az okozza, hogy Rómában a nőknek nem volt előnevük (a mai keresztnévnek megfelelő névelem), hanem egyszerűen a családnév nőnemű alakjával nevezték őket. Ezért minden Iulius nemzetségbeli nőnek Iulia volt a neve.
Férje Marcus Atius Balbus volt.
- Atia Balba Prima
- Atia Balba Caesonis - aki Octavia anyja lett és
- Atia Balba Tertia - aki Marcia anyja lett és

Iulia Caesaris temetésén az akkor 12 éves Caius, a későbbi Augustus császár mondott halotti beszédet.